# Aeneonaenaria victoriae
Aeneonaenaria victoriae är en stekelart som beskrevs av Heinrich 1974. Aeneonaenaria victoriae ingår i släktet Aeneonaenaria, och familjen brokparasitsteklar. Inga underarter finns listade.